# 礒谷幸始
礒谷 幸始（いそや ゆきはる、1981年2月17日 - ）は、千葉県野田市出身のビジネス・コーチ、株式会社リード・イノベーション代表取締役であり、元アメリカンフットボール選手。
幼少期からスポーツに情熱を注ぎ、アメリカンフットボールでは学生時代に大学日本一
に導く。卒業後は日本アイ・ビー・エム株式会社に入社し、営業活動をしながら社会人アメフトXリーグ1部所属 IBMビッグブルーでの活躍を通じてチームを牽引。
その後、ビジネスマンとしても人材育成や組織改革の分野で成果を上げ、スポーツで培ったリーダーシップを基に企業の成長を支援するプロフェッショナルとして知られている。

## 小学校時代
幼少期から水泳、サッカー、アメリカンフットボールといったスポーツに情熱を注ぎ、所属するすべてのチームでキャプテンを務めてきた。家族全員がアスリートであり、両親や兄もキャプテン経験者という環境で育つ中で、自然と「キャプテンはこうあるべきだ」というリーダーシップ像が身についていた。

小学生時代は週5日水泳に打ち込み、中学生ではサッカーに熱中し、「2002年日韓ワールドカップ」に出場することを夢見た。しかし、チーム内の人間関係やまとめ方に苦戦し、「チームづくり」の難しさを痛感。この経験が後のリーダーシップの土台となった。

## 高校時代
江戸川学園取手高校でアメリカンフットボールを始める。当初は高校でもサッカーに打ち込むつもりであったが、仮入部初日に練習開始時間を過ぎても選手が集まらない状況を目にし、サッカー部への入部を断念。その後、友人の勧めでアメリカンフットボール部に入部することを決意した。入部後はRB（ランニングバック）、LB（ラインバッカー）、P（パンター）、K（キッカー）、RET（リターナー）と複数のポジションを兼任し、キャプテンとしてチームを牽引した。

## 立命館大学での成功とリーダーシップ
スポーツ推薦で立命館大学経営学部に入学すると同時に立命館大学パンサーズに入部。1回生から俊足タイプのランニングバック（RB）としてレギュラー出場し、4回生時にはキャプテンに就任。
春シーズンはリハビリ生活を送るものの、その期間中にトレーニングに励み、ベンチプレス160kgを記録。秋には戦列復帰し、レギュラーシーズンを戦い抜いた。ライバルである関西学院大学戦では、エースQBの高田鉄男が負傷した直後、同級生の椙田圭輔からのパスを受けタッチダウンを決め、チームの勝利を引き寄せた。試合結果は48−14で、関学の48失点および得点差34点はともにリーグ戦最多記録となる大敗であった。
この勝利により関西学生リーグ優勝を果たし、その後甲子園ボウルでも勝利を収め大学日本一を達成。
さらにライスボウル（日本選手権）では社会人チャンピオンチームオービックシーガルスを破り、立命館大学史上初の日本一を達成した。この成功により立命館大学パンサーズの黄金期が幕を開けた。

この成果を支えたのは、礒谷が掲げた3つの要因である。

### 3つの「要因」
1. 共感できる目標の設定：明確かつ共感を呼ぶ目標を設定し、選手全員のモチベーションを高めた。「関学を過去最大の得失点差で破る」という目標がチームを一つにした。
2. 当たり前のことを徹底する：試合結果に影響する日常の基本的な行動を徹底。「馴れ合わず節度を持った上下関係」や「トイレのスリッパをきれいに並べる」といった基本動作を守ることで、チームの規律を整えた。
3. 新しい文化の創造：チーム内の多様性を活かし、感謝やフィードバックを重視する新しい文化を築いた。リーダーとして有言実行し、仲間との信頼関係を深めることでチーム力を最大限に発揮した。

身長172cm、体重83kgの体格を活かし、アスリートとしてだけでなく、リーダーとしての資質を発揮し続けた礒谷の大学時代は、彼のキャリアにおける大きな土台となった。

## 大学卒業以後
大学卒業後は日本アイ・ビー・エム株式会社に入社し、営業活動をしながら社会人アメフトXリーグ1部所属IBM BigBlueのキャプテンとして常勝チームへと成長させる
2003年XリーグIBMビッグブルーに入部。Xリーグ公式戦5試合出場92回412YD獲得しルーキーながらセントラル・リーグのリーディング・ラッシャーを記録する。その後2005年、2006年オフェンスキャプテン。2007年、2008年チームキャプテンを務める。

### 個人記録
- 2003年 5試合92回 412ヤード タッチダウン3
- 2004年 4試合56回 225ヤード タッチダウン0
- 2005年 5試合59回 350ヤード タッチダウン2
- 2006年 5試合66回 366ヤード タッチダウン2
- 2007年 4試合40回 257ヤード タッチダウン7

## 株式会社リード・イノベーション設立
2015年11月に株式会社リード・イノベーションを設立。企業の成長と組織開発を支援する「BLASTER」サービスを提供し、経営に「モメンタム（流れ）」を創出することを目指している。その運営にはティール組織の理念を採用し、従業員が経営者と同じ視点で考え、自主的に行動できる環境づくりを実現。
さらに、同社の創業者であり代表を務める礒谷幸始は、立命館大学アメリカンフットボール部を大学史上初の日本一に導いた元キャプテンであり、リーダーシップに関する独自の視点を持つ人物である。「リーダーシップとはもっと自由なもの」という考え方を軸に、リーダーシップの再定義を試みている。リーダーシップは「カリスマ性」「決断力」「革新性」といった固定観念に縛られるものではなく、「無重力」のような自由さを持つべきだというのが礒谷の主張である。この概念は、現代の多様化した社会やAI時代の変化に対応するための強力なヒントを提供する。
これまでに150社以上のクライアント企業の幹部と密接に協力し、彼らの課題解決と組織の成長に貢献してきた。また、自社では「史上最高のチーム」の実現を目指して研究と実践を進めており、ベンチャーキャピタリストとしても活動している。2024年2月22日、株式会社情報戦略テクノロジー（証券コード：155A 東証グロース）の上場支援に携わり、成長企業への投資と支援を通じて新たな価値の創出に取り組んでいる。

## 著書
- 『無重力リーダーシップ』（クロスメディア・パブリッシング, 2024年）[8]
- 『上位5%で辞めない人財を採る方法77 ―1万人を面接してわかった』（プレジデント社, 2018年）[9]